# 中泰期货
中泰期货股份有限公司（英語：Zhongtai Futures Company Limited，港交所：1461），在2021年前称魯証期貨股份有限公司（英語：Luzheng Futures Company Limited，港交所：1461），簡稱魯証期貨。在1995年，當時由濟南經濟發展總公司、濟南化輕集團總公司、山東省資源開發總公司，以及濟南市市中糧油貿易公司，於濟南（總部）成立前身「山東泉鑫期貨經紀有限公司」。
在2006年，被齊魯証券有限公司進行收購，在2007年2月，更名當時前身「魯証期貨經紀有限公司」，到了12月，更名「魯証期貨有限公司」。
董事長為陳方，首席執行官為梁中偉。該公司經營商品期貨經紀、金融期貨經紀、期貨投資諮詢和資產管理，為上海期貨交易所、大連商品交易所、鄭州商品交易所和中國金融期貨交易所經紀席位。
股份在2015年7月9日於港交所主板上市。招股價為2.9至3.64港元，集資額約7.48億港元，全球發行2.75億H股，當中90%國際配售 ，其餘香港發售，主要基基石投資者包括中民國際資本、Farallon Capital Management, L.L.C.、Roche & Owen Associates (PTE) Limited和中信資本（深圳）資產管理有限公司，合共4000萬美元。
2020年11月，中国证监会网站公布的天津证监局行政监管措施决定书（津证监措施〔2020〕22号）显示，鲁证期货股份有限公司天津营业部自在，明知居间人接受客户全权委托、代理客户从事期货交易，未向公司报告上述事项，未履行勤勉尽责义务。
2021年2月，鲁证期货更名为中泰期货。

## 外部連結
- luzhengqh.com （页面存档备份，存于）